# Ricardo Orozco Valero
José Ricardo Orozco Valero  (Ibagué, 20 de junio de 1968) es un comunicador social, abogado y  político colombiano. Fue elegido gobernador del Tolima para el periodo 2020 - 2023 por el Partido Conservador.

## Biografía
Ricardo Orozco Valero nació en la vereda de Chapetón de Ibagué. Está casado con Liliana Soler y es padre de Mayra, Felipe y Daniel. Es comunicador social y periodista egresado de la Universidad Nacional Abierta y a Distancia- UNAD; es abogado de la Universidad Cooperativa de Colombia y especialista en derecho administrativo de la Universidad de Ibagué.  Fue elegido diputado de la Asamblea Departamental del Tolima en 2012 y en el segundo gobierno de Óscar Barreto desempeñó como Secretario del Interior del Gobierno Departamental. 

## Gobernador del Tolima
Ricardo Orozco fue avalado por el Partido Conservador para las Elecciones locales de Ibagué de 2019 apoyado por el entonces gobernador del Tolima Óscar Barreto Quiroga, el senador Miguel Ángel Barreto, los representantes a la Cámara Adriana Magaly Matiz y José Elver Hernandez. Orozco Valero logró los avales de los partidos MIRA, ASÍ y el Partido de la U dirigido por el representante a la Cámara Jaime Yepes.

## Controversias

### Condena Penal
El 8 de febrero de 1990, cuando Orozco Valero era policía en Mocoa, resultó herido Guillermo León Valencia, por lo que fue investigado por el delito de tentativa de homicidio. Con base en esa investigación, el 17 de marzo de 1992, el Juzgado 25 de Instrucción Criminal de Mocoa dictó medida de aseguramiento en su contra, que fue revocada el 24 de marzo de ese mismo año. 
Sin embargo, el proceso continuó y el 14 de febrero de 1998, la Fiscalía formuló acusación contra Orozco Valero por el delito de tentativa de homicidio, sin ningún tipo de agravante. El 27 de abril de 1998 el Juzgado Penal del Circuito de Mocoa condenó al acusado a la pena de nueve años de cárcel, por lo que nuevamente se expidió orden de captura que se hizo efectiva a partir del 9 de agosto de 2002.

#### Prescripción del Tipo Penal
Orozco decidió presentar una acción de tutela contra la decisión por haberse incluido un agravante en la condena que no constaba en la acusación y el 23 de junio de 2005, el Tribunal Superior del Distrito Judicial de San Juan de Pasto le dio la razón, dejando sin efectos la sentencia y ordenando al juzgado de Mocoa a dictar una nueva decisión teniendo en cuenta esa incongruencia. A la fecha ya había prescrito la acción penal. Por esa razón, el 24 de junio de 2005, el juzgado de Mocoa tuvo que declarar extinta la acción penal, ordenando la libertad de Orozco, quien decide interponer una acción de reparación directa para que el Estado lo indemnice por el tiempo pasado en la cárcel durante todo el proceso. En primera instancia un juez decide rechazar las pretensiones de Orozco y el expediente llega al Consejo de Estado que confirma la decisión y concluye que Ricardo Orozco nunca pudo desvirtuar los hechos que llevaron a su condena.
“Es un momento que puede vivir cualquier ser humano, un error judicial le puede pasar a cualquier ciudadano de este país y me correspondió a mí hace 30 años. Hoy, ante la sociedad colombiana y el ordenamiento jurídico del país, no tengo ningún tipo de sentencia ni inhabilidad” Ricardo Orozco Valero

### Desvinculación de la Policía
En una resolución de la Policía Nacional firmada por el general Miguel Antonio Gómez Padilla el 3 de mayo de 1990, la institución lo separó de forma absoluta por haber incurrido en las causales de mala conducta. En la decisión, que fue tomada en segunda instancia, también se determina que no podrá volver a pertenecer a la Institución. Ricardo Orozco fue desvinculado de la Policía Nacional debido a la facultad discrecional que tiene el director nacional de la Policía para retirar y/o vincular uniformados.